# Diocesi di Tinis
La diocesi di Tinis (in latino: Dioecesis Thinitana) è una sede soppressa e sede titolare della Chiesa cattolica.

## Storia
Tinis, identificabile con El-Birbeh, è un'antica sede episcopale della provincia romana della Tebaide Seconda nella diocesi civile d'Egitto. Essa faceva parte del patriarcato di Alessandria ed era suffraganea dell'arcidiocesi di Tolemaide.
Le Quien, e al suo seguito Gams, identificano Tinis con Tolemaide. Dei tre vescovi menzionati, il primo, Ammonio, fu vescovo in Diospoli et in Ptolemaide; degli altri due, Eraclide e Isacco, si dice che furono episcopi Thyneos.
Dal 1933 Tinis è annoverata tra le sedi vescovili titolari della Chiesa cattolica; dal 24 agosto 2012 il vescovo titolare è Jacob Muricken, già vescovo ausiliare di Palai.

## Cronotassi dei vescovi greci
- Ammonio †
- Eraclide † (menzionato nel 431)
- Isacco † (menzionato nel 457)

## Cronotassi dei vescovi titolari
- John Reesinck, M.H.M. † (29 marzo 1938 - 7 novembre 1963 deceduto)
- Adrien-Joseph Larribeau, M.E.P. † (6 novembre 1963 - 12 agosto 1974 deceduto)
- Jacob Muricken, dal 24 agosto 2012